# John Pham (nhà khoa học)
John W. Pham là nhà sinh học phân tử người Mỹ và tổng biên tập của tập san Cell, một tạp chí khoa học nổi tiếng. Ông là người vận động cho sự hòa nhập và đa dạng, đồng thời đại diện cho các cộng đồng LGBTQ và người gốc Á.

## Tiểu sử
John sinh tại Hoa Kỳ vài tuần sau khi bố mẹ và anh chị di cư từ Việt Nam, và ông lớn lên ở Florida. John có bằng Cử nhân Khoa học ở Bates College. Ông hoàn thành Tiến sĩ tại Northwestern University dưới sự giám sát của Erik Sontheimer. Ông là người LGBT. Tính đến  tháng 7 năm 2018, ông sống ở Dorchester, Boston với người bạn đời, Mike.